# Leverage (groupe)
Pour les articles homonymes, voir Leverage.
Leverage est un groupe de power metal finlandais, originaire de la région de Jyväskylä. Son style musical rappelle celui de Rainbow et Stratovarius. Le groupe se décrit comme heavy rock mélodique.

## Biographie
Le groupe est formé en 2002 par Pekka Heino, Tuoppi Heikkinen et Torsti Spoof. Ensemble, ils commencent à travailler sur des chansons que Tuomas Heikkinen a écrit.   En 2006, Leverage sort son premier album Tides, qui est influencé par le metal des années 1980.
Le prochain album, intitulé Blind Fire, sort en 2008. Tuomas Heikkinen compose et tague la plupart des chansons de tous les albums du groupe. En 2009, le bassiste Pekka Lampinen est écarté et remplacé par Sami Norrback. En 2009, le troisième album studio, Circus Colossus, est sorti. Entretemps, la même année, le groupe publie le clip du single Wolf and the Moon.

## Discographie

### Albums studio
- 2006 : Tides
- 2008 : Blind Fire
- 2009 : Circus Colossus
- 2019 : Determinus

### EP
- 2007 : Follow Down that River